# Saison 2004 de Super 12
Navigation
Super 12 2003 Super 12 2005
La saison 2004 de Super 12 est la neuvième édition de la compétition. Elle est disputée par 12 franchises d'Australie, d'Afrique du Sud et de Nouvelle-Zélande. La compétition débute le 20 février 2004 et se termine le 22 mai 2004 à Canberra. Elle est remportée par les Brumbies à l'issue d'une finale contre les Crusaders.

## Équipes participantes
La compétition oppose les douze franchises issues des trois grandes nations du rugby à XV de l'hémisphère sud :
| Franchises sud africaines - Bulls basée à Pretoria - Cats basée à Johannesbourg - Sharks basée à Durban - Stormers basée à Le Cap | Franchises australiennes - Brumbies basée à Canberra - Waratahs basée à Sydney - Reds basée à Brisbane | Franchises néo-zélandaise - Blues basée à Auckland - Chiefs basée à Hamilton - Crusaders basée à Christchurch - Highlanders basée à Dunedin - Hurricanes basée à Wellington |

## Classement de la saison régulière
| Rang | Club            | J  | V | N | D  | Bo | Bd | Pm  | Pe  | Diff | Pts |
| ---- | --------------- | -- | - | - | -- | -- | -- | --- | --- | ---- | --- |
| 1    | Brumbies        | 11 | 8 | 0 | 3  | 8  | 0  | 408 | 269 | +139 | 40  |
| 2    | Crusaders       | 11 | 7 | 0 | 4  | 5  | 1  | 345 | 303 | +42  | 34  |
| 3    | Stormers        | 11 | 7 | 0 | 4  | 4  | 1  | 286 | 260 | +26  | 33  |
| 4    | Chiefs          | 11 | 7 | 0 | 4  | 3  | 2  | 274 | 251 | +23  | 33  |
| 5    | Blues (T)       | 11 | 6 | 1 | 4  | 5  | 1  | 337 | 309 | +28  | 32  |
| 6    | Bulls           | 11 | 5 | 1 | 5  | 4  | 2  | 302 | 320 | -18  | 28  |
| 7    | Sharks          | 11 | 5 | 0 | 6  | 4  | 4  | 267 | 305 | -38  | 28  |
| 8    | Waratahs        | 11 | 5 | 0 | 6  | 4  | 3  | 342 | 274 | +68  | 27  |
| 9    | Highlanders     | 11 | 4 | 1 | 6  | 6  | 2  | 299 | 347 | -48  | 26  |
| 10   | Queensland Reds | 11 | 5 | 0 | 6  | 2  | 3  | 217 | 246 | -29  | 25  |
| 11   | Hurricanes      | 11 | 4 | 1 | 6  | 4  | 1  | 275 | 303 | -28  | 23  |
| 12   | Cats            | 11 | 1 | 0 | 10 | 4  | 3  | 294 | 459 | -165 | 11  |

|  | Qualifiés pour la phase finale (no 1, no 2, no 3, no 4). |
|  | T : Tenant du titre 2003                                 |

Attribution des points : victoire : 4, match nul : 2, défaite : 0 ; plus les bonus (offensif : 4 essais marqués ; défensif : défaite par 7 points d'écart maximum).
Règles de classement : 1. différence de points ; 2. résultat du match entre les deux franchises ; 3. le nombre d'essais marqués.

## Résultats
| Clubs           | BLU   | BUL   | BRU   | CAT   | CHI   | CRU   | HIG   | HUR   | QUE   | SHA   | STO   | WAR   |
| --------------- | ----- | ----- | ----- | ----- | ----- | ----- | ----- | ----- | ----- | ----- | ----- | ----- |
| Blues           |       | 56-19 |       |       | 20-27 |       | 50-22 |       |       |       | 23-51 | 22-17 |
| Bulls           |       |       | 32-21 | 62-52 |       |       | 16-16 | 40-19 |       | 18-23 |       | 38-27 |
| Brumbies        | 44-27 |       |       | 68-28 |       |       | 50-18 | 46-25 | 51-8  | 23-20 |       |       |
| Cats            | 28-35 |       |       |       | 23-21 | 37-39 |       |       | 23-47 |       | 23-28 |       |
| Chiefs          |       | 24-22 | 12-15 |       |       | 15-36 |       | 19-7  |       |       | 29-14 | 32-17 |
| Crusaders       | 29-38 | 40-21 | 47-28 |       |       |       | 46-29 |       |       |       | 24-9  | 19-43 |
| Highlanders     |       |       |       | 29-17 | 31-36 |       |       | 26-14 | 39-8  | 35-36 |       |       |
| Hurricanes      | 26-26 |       |       | 42-25 |       | 37-20 |       |       | 29-12 | 20-21 |       |       |
| Queensland Reds | 20-3  | 17-23 |       |       | 39-25 | 17-20 |       |       |       |       | 20-21 | 23-7  |
| Sharks          | 26-37 |       |       | 42-28 | 27-34 | 29-25 |       |       | 5-6   |       | 24-31 |       |
| Stormers        |       | 25-11 | 15-33 |       |       |       | 46-25 | 19-25 |       |       |       | 27-23 |
| Waratahs        |       |       | 37-29 | 46-10 |       |       | 28-29 | 49-31 |       | 48-14 |       |       |

|  | Victoire à domicile |  | Match nul |  | Défaite à domicile |

## Phase finale
|  | Demi-finales                                  | Demi-finales                                  |              |    | Finale                                        | Finale                                        |
|  | Demi-finales                                  | Demi-finales                                  |              |    | Finale                                        | Finale                                        |
|  |                                               |                                               |              |    |                                               |                                               |
|  | le 15 mai 2004 au Canberra Stadium (Canberra) | le 15 mai 2004 au Canberra Stadium (Canberra) |              |    | le 22 mai 2004 au Canberra Stadium (Canberra) | le 22 mai 2004 au Canberra Stadium (Canberra) |
|  | le 15 mai 2004 au Canberra Stadium (Canberra) | le 15 mai 2004 au Canberra Stadium (Canberra) |              |    | le 22 mai 2004 au Canberra Stadium (Canberra) | le 22 mai 2004 au Canberra Stadium (Canberra) |
|  | [1] Brumbies                                  | 32                                            |              |    | le 22 mai 2004 au Canberra Stadium (Canberra) | le 22 mai 2004 au Canberra Stadium (Canberra) |
|  | [1] Brumbies                                  | 32                                            |              |    | le 22 mai 2004 au Canberra Stadium (Canberra) | le 22 mai 2004 au Canberra Stadium (Canberra) |
|  | [4] Chiefs                                    | 17                                            |              |    | le 22 mai 2004 au Canberra Stadium (Canberra) | le 22 mai 2004 au Canberra Stadium (Canberra) |
|  | [4] Chiefs                                    | 17                                            | [1] Brumbies | 47 |                                               |                                               |
|  | le 15 mai 2004 au Jade Stadium (Christchurch) |                                               | [1] Brumbies | 47 |                                               |                                               |
|  |                                               | [2] Crusaders                                 | 38           |    |                                               |                                               |
|  | [2] Crusaders                                 | [2] Crusaders                                 | 38           | 27 |                                               |                                               |
|  | [2] Crusaders                                 |                                               |              | 27 |                                               |                                               |
|  | [3] Stormers                                  | 16                                            |              |    |                                               |                                               |
|  | [3] Stormers                                  | 16                                            |              |    |                                               |                                               |

### Demi-finales
| 15 mai 2004 19h35 | Crusaders                                                                      | 27 – 16 (13 – 12) | Stormers                                                               | Jade Stadium, Christchurch Arbitre : Andrew Cole |
| 15 mai 2004 19h35 | Essai(s) : Marshall, Ralph Transformation(s) : Carter Pénalité(s) : Carter (5) |                   | Essai(s) : Barry Transformation(s) : Du Toit Pénalité(s) : Du Toit (3) | Jade Stadium, Christchurch Arbitre : Andrew Cole |
| 15 mai 2004 19h35 |                                                                                |                   |                                                                        | Jade Stadium, Christchurch Arbitre : Andrew Cole |

| 15 mai 2004 19h40 | Brumbies                                                                                               | 32 – 17 | Chiefs                                                                          | Canberra Stadium, Canberra 23,191 spectateurs Arbitre : Jonathan Kaplan |
| 15 mai 2004 19h40 | Essai(s) : Mortlock, Gerrard, Chisholm, Samo, Rathbone Transformation(s) : Roff (2) Pénalité(s) : Roff |         | Essai(s) : Bates, Fa'atau Transformation(s) : Jackson (2) Pénalité(s) : Jackson | Canberra Stadium, Canberra 23,191 spectateurs Arbitre : Jonathan Kaplan |
| 15 mai 2004 19h40 | |         |                                                                                 | Canberra Stadium, Canberra 23,191 spectateurs Arbitre : Jonathan Kaplan |

### Finale
(mt : 33- 14)
Points marqués
- Brumbies :  7 essais de Roff 2 (1re, 70e), Gerrard 3 (4e, 16e, 42e), Paul (12e), et Giteau (19e), 6 transformations de Roff (3e, 13e, 18e , 20e, 43e, 71e)
- Crusaders : 7 essais de McCaw (29e), Mauger (37e), Thorn (57e), King (69e), Laulala (76e) et Carter (81e), 4 transformations de Carter (30e, 38e, 58e, 69e).

Évolution du score : 5-0, 7-0, 12-0, 17-0, 19-0, 24-0, 26-0, 31-0, 33-0, 33-5, 33-7, 33-12, 33-14; 38-14, 40-14,40-19, 40-21, 40-26, 40-28, 45-28, 47-28, 47-33, 47-38.
Arbitre :  André Watson
Résumé
| Brumbies Titulaires Joe Roff 15 Clyde Rathbone 14 Joel Wilson 13 Matt Giteau 12 Mark Gerrard 11 Stephen Larkham 10 George Gregan 9 Scott Fava 8 George Smith 7 (cap.) Owen Finegan 6 Radike Samo 5 Mark Chisholm 4 Nic Henderson 3 Jeremy Paul 2 Bill Young 1 Remplaçants David Palavi 16 Guy Shepherdson 17 David Giffin 18 Jone Tawake 19 Matt Henjak 20 Mark Bartholomeusz 21 Lenny Beckett 22 Entraîneur David Nucifora |  |  |  | Crusaders Titulaires 15 Ben Blair 14 Marika Vunibaka 13 Aaron Mauger 12 Dan Carter 11 Caleb Ralph 10 Cameron McIntyre 9 Justin Marshall 8 Sam Broomhall 7 Richie McCaw 6 (cap.) Reuben Thorne 5 Chris Jack 4 Brad Thorn 3 Greg Somerville 2 Tone Kopelani 1 David Hewett Remplaçants 16 Corey Flynn 17 Chris King 18 Ross Filipo 19 Johnny Leo'o 20 Jamie Nutbrown 21 Andrew Mehrtens 22 Casey Laulala Entraîneur Robbie Deans |